# Museu Internacional de Manga de Quioto
O Museu Internacional de Manga de Quioto (京都国際マンガミュージアム, Kyōto Kokusai Manga Myūjiamu, em inglês:  Kyoto International Manga Museum) é um museu situado em Quioto, no Japão, que conserva e expõe ao público os documentos relacionados com mangas (banda desenhada japonesa). Foi inaugurado a 25 de novembro de 2006, tendo já ultrapassado mais de 300 000 obras, incluindo as revistas da Era Meiji, as obras modernas populares do Japão e de diferentes países.
O projeto é uma parceria entre a cidade de Quioto, que ofereceu os terrenos e edifícios, e a Universidade Kyoto Seika, que criou a Faculdade de Estudos de Mangas nas instalações de uma antiga escola primária, situada no centro da cidade.
O anatomista Takeshi Yōrō (養老 孟司, Yōrō Takeshi), tornou-se o primeiro diretor desta faculdade, e quatro pesquisadores e especialistas em história da arte e história contemporânea, são responsáveis pelas pesquisas voltadas para a cultura do manga.